# Греческая рабыня
Греческая рабыня (англ. The Greek Slave) — одна из самых известных статуй американских скульпторов. Стала символом американских аболиционистов, феминисток и источником вдохновения многих произведений американской литературы.

## Предыстория создания статуи
Греческая война за независимость (1821—1829) сопровождалась опустошением турками многих греческих островов и городов (Самофракийский холокост, Хиосская резня, Касосская резня, Псарская резня и др), истреблением и обращением в рабство их населения.
На греческом острове Псара утверждают, что тема скульптуры «Греческая рабыня» была вызвана действительной историей, имевшей место после разрушения острова турками в июне 1824 года.
Среди обращённых в рабство жителей была семилетняя Гарифаллия Михалвеи (греч. Γαριφαλιά Μιχάλβεη). Проданная на невольническом рынке в Константинополе, девочка нашла удобный момент и бросилась с мольбой о спасении в ноги прогуливавшемуся американскому дипломату. Дипломат был впечатлён красотой девочки, выкупил её и отправил к своей семье в США, где она получила американизированное имя Garafilia Mohalbi. Но девочка так и не смирилась с гибелью родителей и семьи и к 13 годам умерла от меланхолии.
Первой к этой теме обратилась американская художница Anne Hall (1792—1863), написавшая картину «Греческая девочка» (The Greek girl).

## Статуя Пауэрса
Через 14 лет к этой теме обратился проживавший в итальянской Флоренции американский скульптор Хирам Пауэрс. Образцом для статуи Пауэрса стала Венера Медицейская из галереи Уффици.
Первая статуя была выполнена из глины. Оригинал мраморной скульптуры был завершён в 1844 году и сегодня находится в замке Рэби, Англия. Копии статуи были представлены в Великобритании и США. Статуя быстро стала одной из самых известных и популярных работ Пауэрса. Статуя изображает молодую женщину, обнажённую, скованную цепями и держащую в одной руке маленький крест. Название предполагает, что она пленница, и выставлена для продажи на рынке.
Сам Пауэр описывал тему таким образом:
Рабыня была захвачена турками на одном из греческих островов, во время Греческой революции, и её история знакома всем. Её отец и её мать, и, возможно, все её родственники, были убиты, и только ей одной сохранили жизнь, как имевшую большую ценность. Она сейчас среди варваров чужестранцев, под абсолютным гнётом воспоминаний об этих бедственных событиях, которые низвели её в нынешнее состояние; и она выставлена на созерцание людей, которых она не терпит, и ожидает свою судьбу с тревогой, находя силы и возлагая свои надежды на Божью благодать. Соберите все эти страдания вместе, и добавьте к ним стойкость Христианина, и не останется места для стыда.
Когда статую в 1848 году стали выставлять в разных городах, Майнер Келлогг (1814—1889), друг художника и организатор выставок, издал брошюру для посетителей выставки художника. Он представил своё описание скульптуры:
Представлена тема греческой девушки, захваченной турками и выставленной в Константинополе, на продажу. Крест и замок, видимые на фоне драпировки, показывают что она Христианка. Но это ни в коем случае не завершает смысл статуи. Она представляет превосходство по отношению к страданиям, вознесение над упадком, посредством внутренней чистоты и силой характера. Таким образом, Греческая рабыня является символом суда, которому подлежит всё человечество, и может рассматриваться как своего рода бескомпромиссной добродетелью, или возвышенным терпением.

## Реакция
Реакция публики на статую была неоднозначной. Когда работа была выставлена впервые, многие были шокированы наготой фигуры. Пауэрс противостоял этой критике, заявляя, что эта молодая женщина была прекрасным примером христианской чистоты и целомудрия, потому что даже в нагом состоянии она пыталась защитить себя от чужих взоров. Кроме того, говорил скульптор, её нагота не была её виной, но была вызвана её турецкими похитителями, которые сняли с неё одежды, чтобы выставить на продажу. Следовательно, это рассуждение делает разумным увещевания многих христианских священнослужителей к своим прихожанам, увидеть статую на выставке.
Некоторые из зрителей проводили параллель между Греческой рабыней и рабами, которые в это время работали на плантациях юга США. Подобная параллель первоначальна вызывала негативную реакцию у американского зрителя, но с приближением гражданской войны, аболиционисты сделали эту статую символом, и сравнивали её с «Рабыней Вирджинии». Сравнение стало темой поэмы Джона Уиттьера.
Статуя также вдохновила Элизабет Браунинг на написание сонета. Аболиционистка Мария Уайт Лоуэлл (1821—1853) написала, что Греческая рабыня «была видением красоты, на которую кто-либо должен оглядываться, рассматривая её как веху эпохи». В 1848 году, прогуливаясь по парку Boston Common, американская аболиционистска и суфражистка Люси Стоун (1818—1893) остановилась, чтобы полюбоваться статуей и разрыдалась, видя в цепях символ угнетения женского пола. С этого дня Стоун включила права женщин в свои речи.
Пауэрс создал шесть копий Греческой рабыни. Каждая была выполнена на продажу разным коллекционерам произведений искусств. Смитсоновский музей американского искусства хранит одну из копий, также как Галерея Коркоран в Вашингтоне. Купленная основателем галереи William Wilson Corcoran в 1851 году, копия была первой выполненной из мрамора в полный размер, как оригинал. Когда копия статуи была установлена на столе губернатора штата Вермонт, губернатор Джеймс Дуглас (James Douglas) приказал удалить её как непристойную, заявив что её могут увидеть школьники. Другие копии хранятся в Капитолии штата Вермонт, в Berkshire Museum в Питсфилд, Массачусетс, и Westervelt Warner Museum of American Art в Таскалуса, Алабама.